# Grande Prêmio da Itália de 1994
Resultados do Grande Prêmio da Itália de Fórmula 1 realizado em Monza em 11 de setembro de 1994. Décima segunda etapa da temporada, teve como vencedor o britânico Damon Hill, da Williams-Renault.

## Classificação da prova
| Pos. | Nº | Piloto                | Construtor        | Voltas | Tempo/Diferença | Grid | Pontos |
| ---- | -- | --------------------- | ----------------- | ------ | --------------- | ---- | ------ |
| 1    | 0  | Damon Hill            | Williams-Renault  | 53     | 1:18:02.754     | 3    | 10     |
| 2    | 28 | Gerhard Berger        | Ferrari           | 53     | + 4.930         | 2    | 6      |
| 3    | 7  | Mika Häkkinen         | McLaren-Peugeot   | 53     | + 25.640        | 7    | 4      |
| 4    | 14 | Rubens Barrichello    | Jordan-Hart       | 53     | + 50.634        | 16   | 3      |
| 5    | 8  | Martin Brundle        | McLaren-Peugeot   | 53     | + 1:25.575      | 15   | 2      |
| 6    | 2  | David Coulthard       | Williams-Renault  | 52     | Pane seca       | 5    | 1      |
| 7    | 25 | Eric Bernard          | Ligier-Renault    | 52     | + 1 volta       | 12   |        |
| 8    | 20 | Erik Comas            | Larrousse-Ford    | 52     | + 1 volta       | 24   |        |
| 9    | 5  | J. J. Lehto           | Benetton-Ford     | 52     | + 1 volta       | 20   |        |
| 10   | 26 | Olivier Panis         | Ligier-Renault    | 51     | +2 voltas       | 6    |        |
| Ret  | 31 | David Brabham         | Simtek-Ford       | 46     | Puncture        | 26   |        |
| Ret  | 3  | Ukyo Katayama         | Tyrrell-Yamaha    | 45     | Spun off        | 14   |        |
| Ret  | 9  | Christian Fittipaldi  | Footwork-Ford     | 43     | Motor           | 19   |        |
| Ret  | 15 | Eddie Irvine          | Jordan-Hart       | 41     | Motor           | 9    |        |
| Ret  | 4  | Mark Blundell         | Tyrrell-Yamaha    | 39     | Spun off        | 21   |        |
| Ret  | 23 | Pierluigi Martini     | Minardi-Ford      | 30     | Spun off        | 18   |        |
| Ret  | 24 | Michele Alboreto      | Minardi-Ford      | 28     | Câmbio          | 22   |        |
| Ret  | 30 | Heinz-Harald Frentzen | Sauber-Mercedes   | 22     | Motor           | 11   |        |
| Ret  | 29 | Andrea de Cesaris     | Sauber-Mercedes   | 20     | Motor           | 8    |        |
| Ret  | 32 | Jean-Marc Gounon      | Simtek-Ford       | 20     | Câmbio          | 25   |        |
| Ret  | 19 | Yannick Dalmas        | Larrousse-Ford    | 18     | Spun off        | 23   |        |
| Ret  | 27 | Jean Alesi            | Ferrari           | 14     | Câmbio          | 1    |        |
| Ret  | 12 | Johnny Herbert        | Lotus-Mugen/Honda | 13     | Alternador      | 4    |        |
| Ret  | 6  | Jos Verstappen        | Benetton-Ford     | 0      | Colisão         | 10   |        |
| Ret  | 11 | Alessandro Zanardi    | Lotus-Mugen/Honda | 0      | Colisão         | 13   |        |
| Ret  | 10 | Gianni Morbidelli     | Footwork-Ford     | 0      | Colisão         | 17   |        |
| DNQ  | 34 | Bertrand Gachot       | Pacific-Ilmor     |        |                 |      |        |
| DNQ  | 33 | Paul Belmondo         | Pacific-Ilmor     |        |                 |      |        |

## Tabela do campeonato após a corrida
| Pos. | Piloto             | Pontos |
| ---- | ------------------ | ------ |
| 1    | Michael Schumacher | 76     |
| 2    | Damon Hill         | 65     |
| 3    | Gerhard Berger     | 33     |
| 4    | Jean Alesi         | 19     |
| 5    | Mika Häkkinen      | 18     |

| Pos. | Construtor       | Pontos |
| ---- | ---------------- | ------ |
| 1    | Benetton-Ford    | 85     |
| 2    | Williams-Renault | 73     |
| 3    | Ferrari          | 58     |
| 4    | McLaren-Peugeot  | 29     |
| 5    | Jordan-Hart      | 17     |

- Nota: Somente as primeiras cinco posições estão listadas.